# Blæstadgrenda
Blæstadgrenda (eller Vangli) är en tätort i Hamars kommun i Innlandet fylke i östra Norge. Orten ligger vid sidan av riksväg 25, öster om staden Hamar.